# Staw skokowy dolny
Staw skokowy dolny – w anatomii człowieka staw kończyny dolnej łączący kość skokową z kością piętową i kością łódkowatą. Podzielony jest przez więzadło skokowo-piętowe międzykostne na dwie komory: staw skokowy przedni i staw skokowy tylny, czynnościowo stanowiące jedną całość.
Staw skokowy przedni, czyli skokowo-piętowo-łódkowy, jest tworzony przez wypukłą powierzchnię stawową (głowę) kości skokowej i wklęsłe powierzchnie stawowe kości piętowej i kości łódkowatej. Staw skokowy tylny, inaczej skokowo-piętowy, tworzy wklęsła powierzchnia kości skokowej i wypukła powierzchnia kości piętowej. Torebka stawowa wzmocniona jest więzadłami: piętowo-łódkowym podeszwowym, piętowo-łódkowym (stanowiącym część piętowo-łódkową więzadła rozdwojonego) i więzadłem skokowo-łódkowym.